# Cornerstone Speech

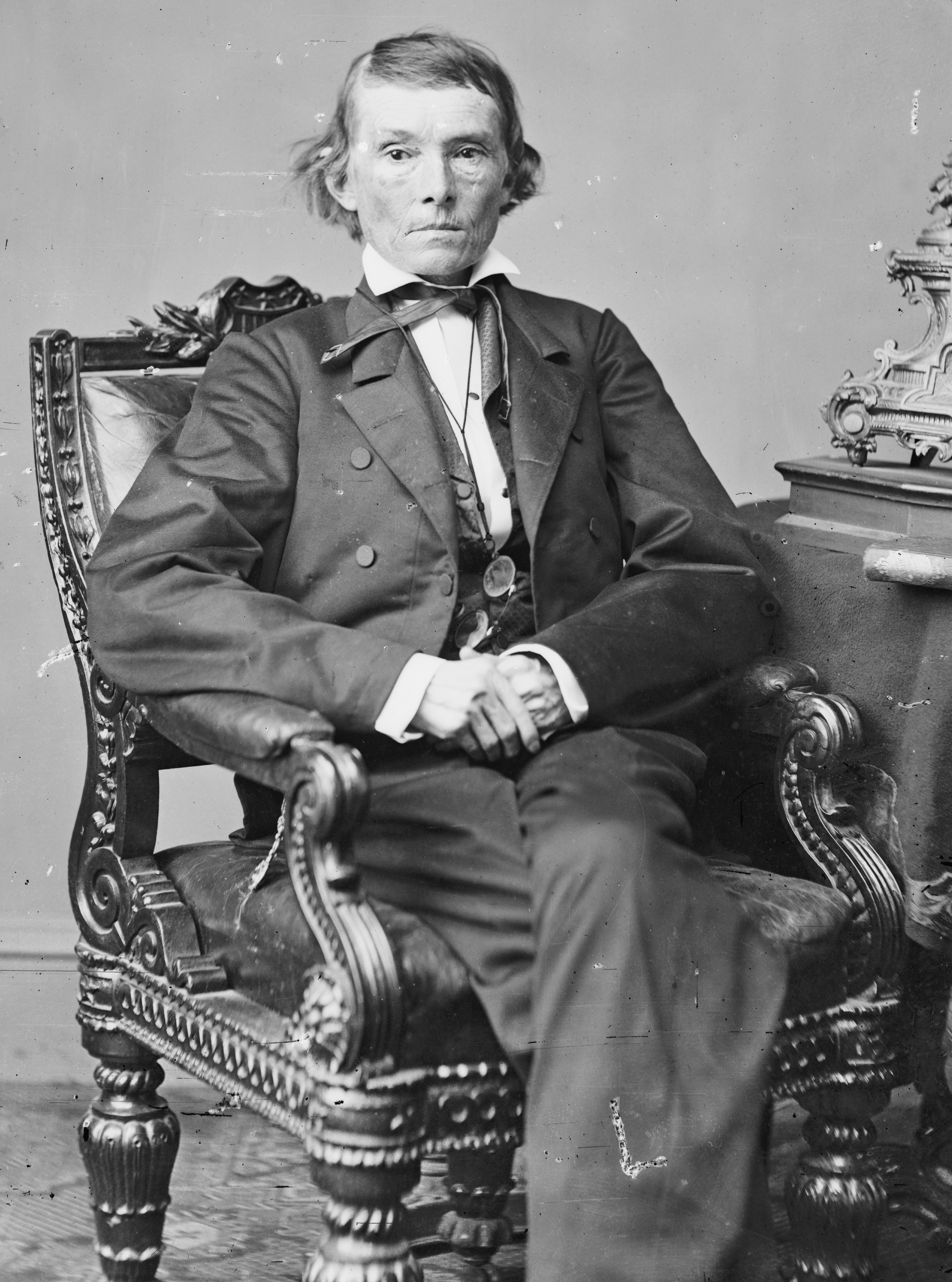
Alexander Hamilton Stephens

Cornerstone Speech (ang. cornerstone – kamień węgielny, speech – przemowa; inaczej Cornerstone Address) – przemowa wygłoszona 21 marca 1861 roku przez Alexandra H. Stephensa, wiceprezydenta Skonfederowanych Stanów Ameryki, w mieście Savannah, w stanie Georgia. Przemówienie to, wygłoszone na kilka tygodni przed wybuchem wojny secesyjnej, stawało w obronie instytucji niewolnictwa, uważając je za naturalny i logiczny efekt rzekomej niższości czarnej rasy, wymieniało różnice między konstytucją Stanów Zjednoczonych, a konstytucją Skonfederowanych Stanów Ameryki, podkreślało różnice ideologiczne Unii i Konfederacji oraz uzasadniało secesję.
W szczególności Stephens podkreślał, że „fundamentami naszej nowej władzy, jego kamieniem węgielnym, jest ta wielka prawda, że Murzyn nie jest równy białemu człowiekowi, a niewolnictwo – podporządkowanie rasie wyższej – jest dla niego stanem naturalnym i normalnym. Nasza nowa władza jest pierwszą w historii świata, która bazuje na tej wielkiej fizycznej, filozoficznej i moralnej prawdzie”.